# El Shatt
Koordinaten: 29° 58′ N, 32° 37′ O

El Shatt (auch Ash Shatt, deutsch El Schatt, serbokroatisch El Šat) ist ein Ort auf der Halbinsel Sinai in Ägypten, auf der Ostseite und am Südende des Suezkanals, gegenüber der Stadt Suez in der Wüste.

## Eisenbahn
Während des Zweiten Weltkriegs wurde El Shatt zum Endbahnhof einer an der Ostseite des Kanals zu diesem in etwa parallel errichteten und im Norden des Kanals von der Sinai-Bahn abzweigenden Bahnstrecke. Diese sollte der besseren Verteidigung des Kanals dienen und im Fall einer dort auftretenden Betriebsstörung eine ersatzweise Transportroute sicherstellen.

## Flüchtlingslager
Davon ausgehend wurde in El Shatt ein Komplex von Flüchtlingslagern errichtet. Hier lebten vom 2. Februar 1944  bis zum 20. März 1946 evakuierte Bewohner Dalmatiens, die vor der Offensive der deutschen Wehrmacht, die Ende 1943/Anfang 1944 ganz Dalmatien besetzte, geflüchtet waren. Anlässlich der Besetzung Dalmatiens waren über 30.000 Zivilisten aus Angst vor Strafaktionen der deutschen Armee auf die Insel Vis, einem Sitz der Partisanenarmee und der alliierten britischen Armee, geflüchtet. Da dort nicht so viele Menschen untergebracht und versorgt werden konnten, wurden die Flüchtlinge und einheimische Bewohner der Insel nach Süditalien evakuiert, zunächst nach Bari und dann weiter nach Tarent. Die meisten Flüchtlinge kamen aus Makarska (um 6000), andere aus Vodice, Hvar, Vis und Korčula. Da zu diesem Zeitpunkt Italien immer noch der Schauplatz schwerer Kämpfe war, wurden die Flüchtlinge in das als sicher geltende Ägypten weitergeschickt, welches unter britischer Verwaltung stand.
Das Lager hatte eine Größe von 260 km². Es war in fünf kleinere Lager untergliedert. Die Flüchtlinge wurden in Zelten untergebracht (durchschnittlich ein bis zwei Familien pro Zelt). Trotz der schlechten Bedingungen versuchten die Evakuierten, ein normales Lebens aufrechtzuerhalten. Sie errichteten Schulen, Werkstätten und eine Waschküche und veröffentlichten eine Zeitung. Die Menschen hatten große Schwierigkeiten, sich den Bedingungen in der Wüste anzupassen. Viele Kinder litten an Darmerkrankungen, viele von ihnen starben. Die britische Regierung unterwarf das Lager strengen Regeln, so dass zum Beispiel das Verlassen der Anlage nur mit Pässen möglich war.
El Shatt wurde mehrmals von der deutschen Luftwaffe bombardiert, wobei es viele Opfer gab. Die Flüchtlinge verbrachten 18 Monate in den Flüchtlingslagern, bis sie 1946 in ihre Heimat zurückkehren konnten.
Lotte und Louis Fürnberg verließen 1946 ihr Jerusalemer Exil durch das Auffanglager El Shatt und gelangten nach Prag. 1960 erschien in Ost-Berlin Fürnbergs Gedichtband „El Shatt“.

## Gedenkstätte
An der Stelle des Flüchtlingslagers befindet sich heute nur ein Friedhof. Er wurde im Sechstagekrieg schwer beschädigt. Im Jahr 2003 wurde mit Unterstützung der kroatischen Regierung eine Gedenkstätte mit einem Denkmal eingerichtet.